# کریستین زورتزی
کریستین زورتزی (ایتالیایی: Cristian Zorzi؛ زادهٔ ۱۴ اوت ۱۹۷۲) اسکی‌باز صحرانوردی اهل ایتالیا بود.